# Charles-Egon II de Fürstenberg
Charles-Egon II, prince de Fürstenberg (allemand Karl Egon II. Fürst zu Fürstenberg; 28 octobre 1796 - 22 octobre 1854) est un homme politique allemand. De 1804 à 1806, il est le dernier prince souverain de Fürstenberg avant sa médiatisation. Il est également premier vice-président de la Chambre haute de l'Assemblée des États de Bade.

## Biographie
Il est né à Prague, le fils unique du général autrichien Charles Aloys de Fürstenberg et de son épouse la princesse Élisabeth von Thurn und Taxis. Peu après la mort de son père le 25 mars 1799, son cousin Charles Gabriel meurt également à l'âge de quatorze ans (13 décembre 1799). Charles Gabriel est le dernier descendant de la branche Fürstenberg-Pürglitz (en) installée en Bohême. Son oncle Karl-Joachim, le dernier mâle survivant de la branche Souabe meurt en 1804. Charles-Egon hérite donc de presque tous les biens Fürstenberg à l'exception de ceux de la branche de Moravie, qui a encore des descendants.
Sa mère, et le landgrave Joachim Egon von Furstenberg, un lointain oncle de la branche de Moravie deviennent tuteurs et régents, mais la plupart des décisions sont prises par Joseph von Lassberg. En 1806, la principauté de Fürstenberg est abolie par le traité de la confédération du Rhin. Élisabeth et Lassberg essayent en vain d'obtenir sa reconstitution en 1814, au congrès de Vienne.

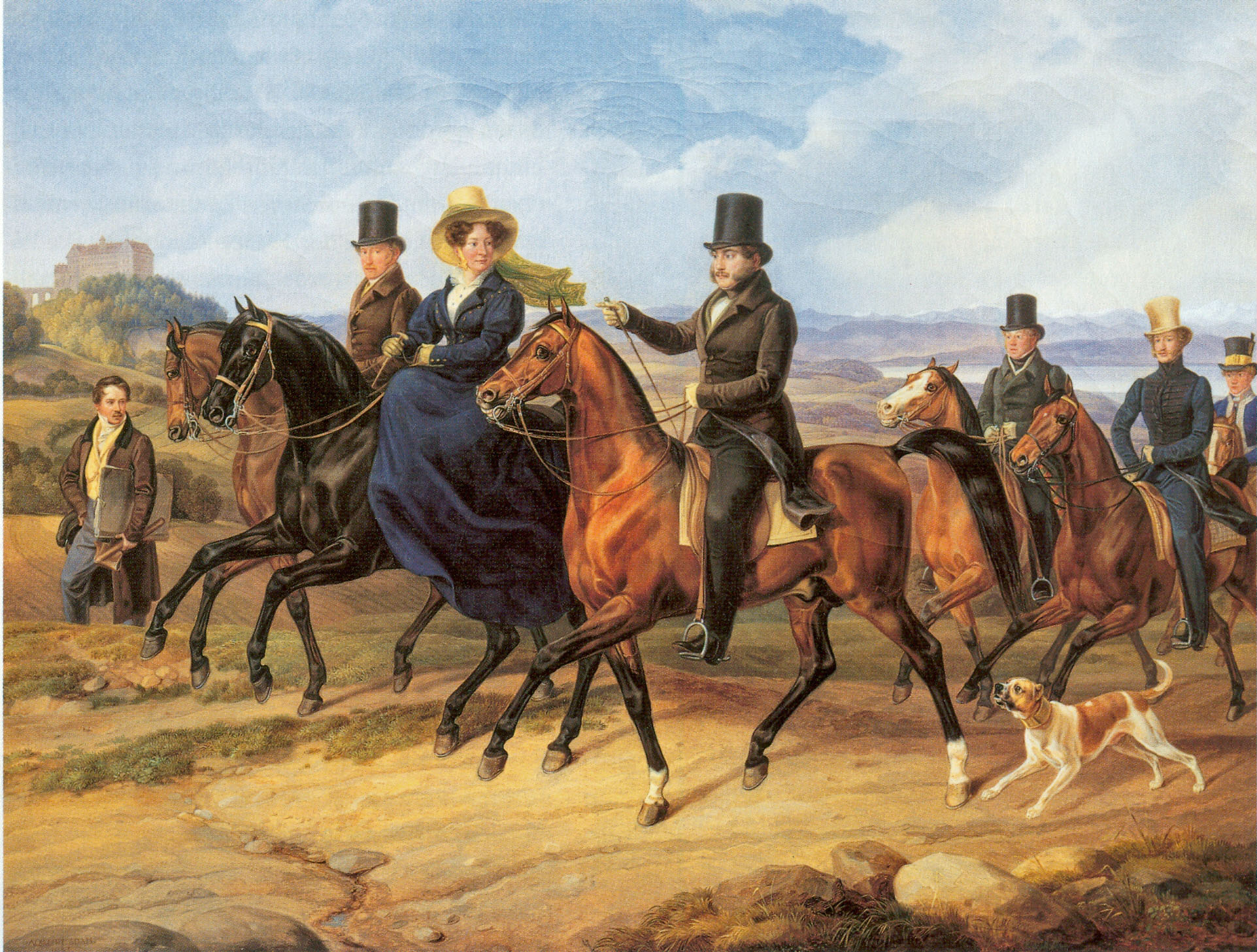
Albrecht Adam: Un tour en face du château de Heiligenberg (1831) – Charles-Egon II et de son épouse, Amélie de Baden avec les courtisans.

Ainsi, au moment où il atteint la majorité, en 1817, Charles-Egon n'est pas un prince souverain, mais une "Grundherr' possédant de grandes propriétés, des bois et des sites industriels, ainsi qu'un siège dans la chambre haute des trois états entre lesquels Fürstenberg est divisé - le grand-duché de Bade, le royaume de Wurtemberg et la principauté de Hohenzollern-Sigmaringen. Le 19 avril 1818, il épouse Amélie de Bade, fille de Charles Ier de Bade et de sa seconde épouse Louise Caroline de Hochberg. Bien qu'il soit encore techniquement un prince, le mariage est morganatique. Charles II de Bade promeut plus tard la princesse (elle est la demi-sœur de son père), faisant d'elle la première princesse de Bade, rendant le mariage d'égal à égal.

## Vie politique
Son "standesherr' lui donne le droit de siéger dans la Badische Ständeversammlung, dont il est le premier vice-président pendant de trente-trois ans de 1819 à 1852, alors que son président est le prince Guillaume de Bade. Ses propriétés le rendent membre de la Chambre haute de Wurtemberg, à partir de 1819 et de la Chambre des seigneurs de Prusse à partir de 1850. Les Annales d'histoire le décrivent comme relativement progressiste et impartial pour son temps. Par exemple, lors de la séance de la Confédération allemande en 1831, il joue un rôle important dans l'adoption d'une loi libérale sur la Presse qui supprime la censure, au moins pour les affaires intérieures dans la Bade. En 1836, il est fait chevalier de l'ordre de la Toison d'or et le 18 janvier 1851, il est fait chevalier de l'ordre de l'Aigle noir, le plus élevé dans le rRoyaume de Prusse.

## Descendance

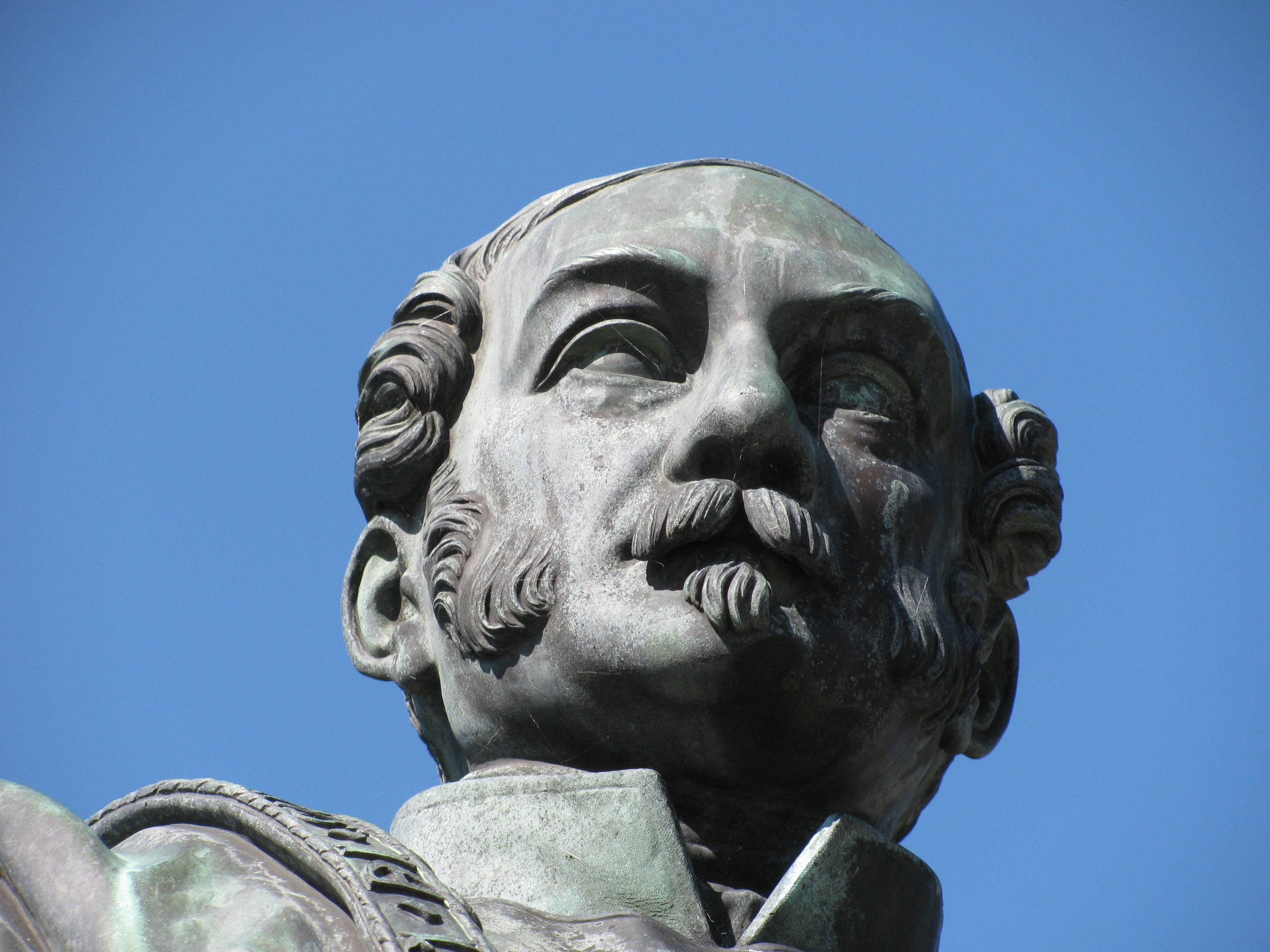
Charles-Egon II, Prince de Fürstenberg

- Marie Elisabeth (* 15 mars 1819; † 9 avril 1897)
- Charles Egon III de Fürstenberg  (* 4 mars 1820; † 15 mars 1892)
- Maria Amalia (* 12 février 1821; † 17 janvier 1899) ∞ 19 avril 1845 à Victor Ier de Hohenlohe-Ratibor
- Maximilien Egon Ier (* 29 mars 1822; † 27 juillet 1873) ∞ 23 mai 1860 à Leontine von Khevenhüller-Metsch
- Marie Henriette (* 16 juillet 1823; † 19 septembre 1834)
- Emile Egon (* 12 septembre 1825; † 15 mai 1899) ∞ 31 mai 1875 à Leontine von Khevenhüller-Metsch
- Pauline Wilhelmine (* 11 juin 1829; † 3 août 1900) ∞ 15 avril 1847 à Hugues de Hohenlohe-Öhringen